# Flottans lilla fästmö
Flottans lilla fästmö är en svensk film från 1930 i regi av Fredrik Anderson.
Filmen baserades på pjäsen Flottans lilla fästmö av Olof Sörby, vilken hade uppförts på Klippans friluftsteater två år tidigare. Filmens manus skrevs av Henning Ohlson och musiken av Fred Winter. Adrian Bjurman och Åke Dahlqvist var fotografer. Bjurman stod även för klippningen. Produktionsbolag var Fredfilm och distributionsbolag AB Svensk Filmindustri. Filmen hade premiär den 27 oktober 1930 och var 90 minuter lång.

## Rollista
- Lars Egge	– Gunnar Hjelm, löjtnant
- Inez Lundgren – Marianne
- Carl Hagman – Däck, hennes onkel
- Carl-Gunnar Wingård – Kalle Smalis
- Aina Rosén – Ada, servitris
- Gustaf Lövås – Wååg, flaggkorpral
- Ragnar Arvedson – greve von Stanzenburg
- Ernst Brunman – Karlsson, landsfiskal

### Fotnoter
1. 1 2  ”Flottans lilla fästmö”. Svensk Filmdatabas. http://www.sfi.se/sv/svensk-filmdatabas/Item/?itemid=3673&type=MOVIE&iv=Basic&ref=/templates/SwedishFilmSearchResult.aspx?id%3d1225%26epslanguage%3dsv%26searchword%3dFlottans+lilla+f%C3%A4stm%C3%B6%26type%3dMovieTitle%26match%3dBegin%26page%3d1%26prom%3dFalse. Läst 7 februari 2013.